# Verkiezingen voor het Europees Parlement 2014/Kandidatenlijst/FDF
Dit is de kandidatenlijst van het Belgische FDF voor de Europese verkiezingen van 2014.

## Effectieven
1. Cristina Coteanu
2. Michel Carlier
3. Nathalie Leclaire
4. Fabrice Fernandez Pilurzi
5. Florella Adobati
6. Quentin Van Gansberghe
7. Sandra Ferretti
8. Enio Cucurachi

## Opvolgers
1. Paul Cartuyvels
2. Martine Spitaels
3. Christophe T'Sas
4. Satguine Maison
5. Jean-Marie Lognoul
6. Françoise Carton de Wiart